# Coulomb
A coulomb az elektromos töltés SI-mértékegységrendszer származtatott egysége. Jele C. Egy coulomb pontosan az elemi töltés 1,602 176 634 × 10−19-ed része:
{\displaystyle {\rm {1\ C={\frac {\mathit {e}}{1,\!602176634\cdot 10^{-19}}}}}}
Nevét a francia fizikus, Charles Augustin de Coulomb (1736–1806) tiszteletére kapta. A hétköznapi életben leginkább elemek és akkumulátorok töltéstároló képességének jellemzésekor találkozhatunk a coulombbal, amperóra (Ah) vagy milliamperóra (mAh) egységben megadva.
A coulomb definíciója 2019. május 20-ától hatályos. A Millikan-féle olajcseppkísérlet segítségével az elektron töltése, azaz a negatív előjelű elemi töltés nagyon pontosan mérhetővé vált, és így a coulomb mértékegységét is egy természeti állandónak, az elektron töltésének függvényében tudták meghatározni.
Korábban ezt a mértékegységet úgy definiálták, mint azt a töltésmennyiséget, amely egy amper (1 A) áramerősség esetén egy másodperc (1 s) idő alatt átfolyik a vezetőn. Egyes területeken az ampermásodpercet (As) használták helyette. A 2019-es definíciók bevezetésével az amper mértékegységet származtatják a coulombból.
A korábban használt CGS-mértékegységrendszerben az elektromos töltés egysége a Franklin (Fr), amely nevét az amerikai Benjamin Franklinról kapta.
1 Fr = 3,3362 · 10−10 C